# K-Maro
K-Maro, polgári nevén Cyril Kamar (arabul: سيريل قمر; Bejrút, 1980. január 31. –) libanoni származású kanadai hiphop/R&B énekes-dalszerző, rapper, producer és üzletember. Az East 47th Music lemezkiadó, valamint a Rock&Cherries Agency párizsi menedzsment-ügynökség alapítója, igazgatója és tulajdonosa. Leginkább Femme Like U és Crazy című kislemezei révén ismert, dalaiban francia és angol (ritkábban arab) nyelven énekel.

## Karrier
1980. január 31-én született Bejrútban. Családja 1991-ben, a háborút követően költözött Kanadába.
1993-ban kezdődött zenei pályafutása, amikor LMDS (a "Les Messagers du Son" rövidítése) néven könnyűzenei együttest alapított Adil Takhssait nevű ismerősével (becenevén Méló-val). Ekkor Kamar még a "Lyrik" művésznevet használta. A duó hamar sikereket ért el Québecben, két albumot is kiadtak: 1997-ben a Les Messagers du Son-t, 1999-ben pedig az Il Faudrait Leur Dire-t.
Az együttes nemsokára feloszlott, a tagok pedig szólókarrierbe kezdtek, Takhssait a Vaï, Kamar pedig a K.Maro (alternatív stilizált írással K-Maro vagy K'Maro) művésznevet vette fel. 2004-ben óriási sikert ért Femme Like U című kislemezével, amely 17 országban lett listavezető, 2 millió fölötti eladott darabszámával pedig platina státuszt szerzett. A dal Kamar második albumán, a La Good Life című albumon kapott helyet, melyből szintén több mint egymilliót adtak el. Harmadik nagylemeze, a Million Dollar Boy szintén platina minősítést ért el. Negyedik nagylemeze 2008-ban jelent meg Perfect Stranger címmel, ezen már teljes egészében angol nyelven énekel. Számos énekessel és producerrel dolgozott együtt, legtöbbször Shy'm francia énekesnővel, aki több dalában is énekelt, valamint akinek Kamar számos dalt írt.
Kamar zenei karrierjén túl sikeres üzletember és vállalkozó, már 2003-ban megalapította a K.Pone Inc Music Group könnyűzenei vállalatot, a K.Pone Inc. lemezkiadót, valamint a Balbec ruhamárkát. 2010-ben az Ambitious Boys Club lemezkiadó elnöke lett, 2013-ban pedig az East 47th Music. A K.Pone.Inc-nek több olyan szerződött előadója van, akikkel Kamar korábban együtt dolgozott, pl. Shy'm és Vaï.
Kamar 2016-ban vette feleségül Anne-Sophie Mignaux francia divatújságírónőt. Párizsban és New York-ban van lakásuk.

## Diszkográfia

### Nagylemezek
- I am à l'ancienne (2002)
- La Good Life (2004)
- Million Dollar Boy (2005)
- 10th Anniversary: Platinum Remixes (2006)
- Perfect Stranger (2008)
- 01.10 (2010)

### Kislemezek
- Symphonie pour un dingue (2002)
- Femme Like U (2004)
- Crazy (2004)
- Sous l'oeil de l'ange / Qu'est ce que ça te fout (2005)
- Histoires de Luv (2005)
- Les frères existent encore (2005)
- Gangsta Party (2006)
- Let's Go (2006)
- Out in the Streets (2008)
- Take You Away (2008)
- Out In The Streets (remix) közr. Jim Jones (2009)
- Elektric (2009)
- Music (2009)

## Díjai
2006-ban és 2008-ban is SOCAN-díjat nyert.

## Fordítás
- Ez a szócikk részben vagy egészben  a   K.Maro című angol Wikipédia-szócikk ezen változatának fordításán alapul.  Az eredeti cikk szerkesztőit annak laptörténete sorolja fel. Ez a jelzés csupán a megfogalmazás eredetét és a szerzői jogokat jelzi, nem szolgál a cikkben szereplő információk forrásmegjelöléseként.